# Пюр
Пюр (фр. Pure) — коммуна во Франции, находится в регионе Шампань — Арденны. Департамент коммуны — Арденны. Входит в состав кантона Кариньян. Округ коммуны — Седан.
Код INSEE коммуны — 08349.
Коммуна расположена приблизительно в 230 км к северо-востоку от Парижа, в 100 км северо-восточнее Шалон-ан-Шампани, в 35 км к востоку от Шарлевиль-Мезьера.

## Население
Население коммуны на 2008 год составляло 630 человек.
| 1962 | 1968 | 1975 | 1982 | 1990 | 1999 | 2008 |
| ---- | ---- | ---- | ---- | ---- | ---- | ---- |
| 694  | 696  | 694  | 651  | 619  | 585  | 630  |

## Экономика
В 2007 году среди 399 человек в трудоспособном возрасте (15—64 лет) 271 были экономически активными, 128 — неактивными (показатель активности — 67,9 %, в 1999 году было 60,6 %). Из 271 активных работали 246 человек (151 мужчина и 95 женщин), безработных было 25 (11 мужчин и 14 женщин). Среди 128 неактивных 35 человек были учениками или студентами, 37 — пенсионерами, 56 были неактивными по другим причинам.